# محمد إبراهيم عقال
محمد حاجي إبراهيم عقال (15 اغسطس 1929 - 3 مايو 2002)، الرئيس الثاني لجمهورية أرض الصومال، وثاني رئيس وزراء لجمهورية الصومال سابقا.

## بداية حياته
ولد محمد إبراهيم عقال في 15 اغسطس 1929 في مدينة أودوينه، التابعة لولاية توغدير وسط ارض الصومال، في بداية مرحلة طفولته انتقل لمدينة شيخ التي تلقي فيها تعليم القران حتى تخرجه من الثانوية العامة، ومن بعدها انتقل إلي بريطانيا في العام 1950 ليكمل تعليمة الجامعي حيث تحصل علي شهادة بكالوريوس في الاقتصاد.

## الحياة السياسية
ابرز ملامح الحياة السياسية لعقال هي:
- أول وزير دفاع في الصومال بين عامي 1960 - 1962
- وزير التربية في الصومال بين عامي 1962 - 1963
- رئيس وزراء الصومال بين عامي 1967 - 1969
- بعد أغتيال الرئيس شرماركيه، وحسب الدستور الصومالي كان يجب أن يتولى رئيس الوزراء منصب رئيس الجمهورية لفترة أنتقالية حتى يتم أنتخاب رئيس جديد، ولكن حدث انقلاب مسلح في البلاد قام به محمد سياد بري، فتم حبس إبراهيم عقال مدة تراوحت 10 سنين بأستثناء الفترة التي أصبح فيها سفيرا للصومال في الهند بين عامي 1976 - 1978
- وعند أنهيار جمهورية الصومال الديمقراطية في عام 1991، أعلن سكان شمال الصومال الأنفصال عن الجنوب تحت مسمى جمهورية أرض الصومال. شارك محمد إبراهيم عقال في مؤتمر المصالحة الصومالية الذي عقد في جيبوتي سنة 1992، وفي العام 1993 في شهر آذار مايو- انتخب عقال رئيس لجمهورية ارض الصومال وكان من بين منافسيه في تلك الفترة الرئيس السابق لأرض الصومال عبد الرحمن احمد علي (تور) وعمر عرته غالب
- أعيد أنتخابه رئيسا عام 1997

## أنجازاته
- في العام 1960 وقع محمدا إبراهيم عقال علي وثيقة استقلال ارض الصومال من الأحتلال البريطاني، والتي تنص علي إن يكون يوم استقلال أرض الصومال عن المستعمر البريطاني في 26 من شهر حزيران (يونيو). نجح أثناء توليه منصب رئيس الوزراء في توقيع اتفاق مع كينيا بوساطة زامبيا. وبإعادة العلاقات مع لندن، وتطوير العلاقات الخارجية للصومال مع دول العالم.
- عمل خلال توليه منصب رئيس جمهورية أرض الصومال على أصدار دستور جديد للبلاد، بالأضافة إلى إدخال عملة جديدة في وهي شلن صوماليلاندي، وكذلك جواز سفر لجمهورية ارض الصومال، بالأضافة إلى العلم والنشيد الوطنيين، والعمل على إنشاء جهاز الشرطة وبناء القوة العسكرية للبلاد.

## وفاته
توفي عقال في بريتوريا، في جنوب أفريقيا أثناء عملية جراحية أجريت له في مستشفى عسكري.وقد دفن في مدينة بربرة الساحلية.

## حياته الخاصة
تزوج ثلاث مرات من أدنا آدم، عائشة سعيد عبدي، وكلثوم حاجي طاهر
ولديه ثلاث أبناء.

## روابط خارجية
- محمد إبراهيم عقال على موقع مونزينجر (الألمانية)